# Різа (місто)
Рі́за (нім. Riesa), також Рижа (в.-луж. Rěža) або Ризава (в.-луж. Ryzawa) — місто в Німеччині, розташоване в землі Саксонія. Входить до складу району Майсен. Підпорядкований земельній дирекції Дрезден.
Площа — 58,70 км2. Населення становить 29 256 ос. (станом на 31 грудня 2020).
Офіційний код — 14 2 85 250.
Місто поділяється на 16 міських районів.

## Походження назви
Згідно з міською легендою, своїм виникненням місто зобов'язане велетню (нім. Riese — «велетень»), що подорожував. Підійшовши до Ельби, велетень присів відпочити на березі. Під час довгої дороги у його чоботи набився пісок та камінчики. Велетень зі стогоном стягнув чобіт та перевернув його. Так з'явився великий пагорб, на якому були споруджені перші будинки Різи. Велетень є символом міста та прикрашає герб міста.
Проте насправді назва «Різа» походить від слов'янського «Riezowe» —"розріз (землі) ". Латинізоване назва «Rezoa» зустрічається вперше у грамоті Папи Калікста II, датованій жовтнем 1119, коли єпископ Дітріх I Наумбурзький освятив найдавніший монастир марки Майсен. Він згадує назву невеликого слов'янського поселення біля впадання притоки в Ельбу.

## Галерея

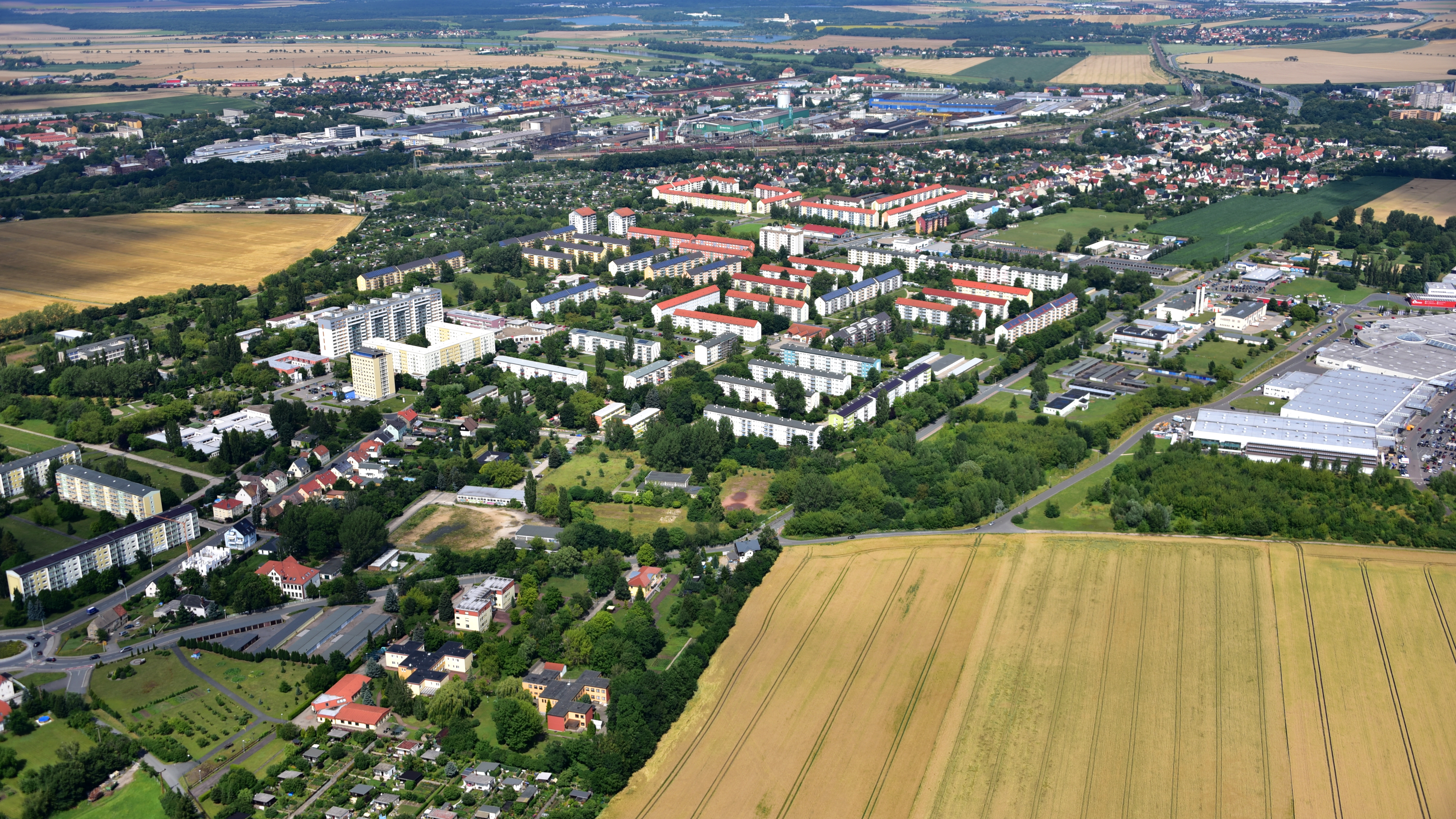
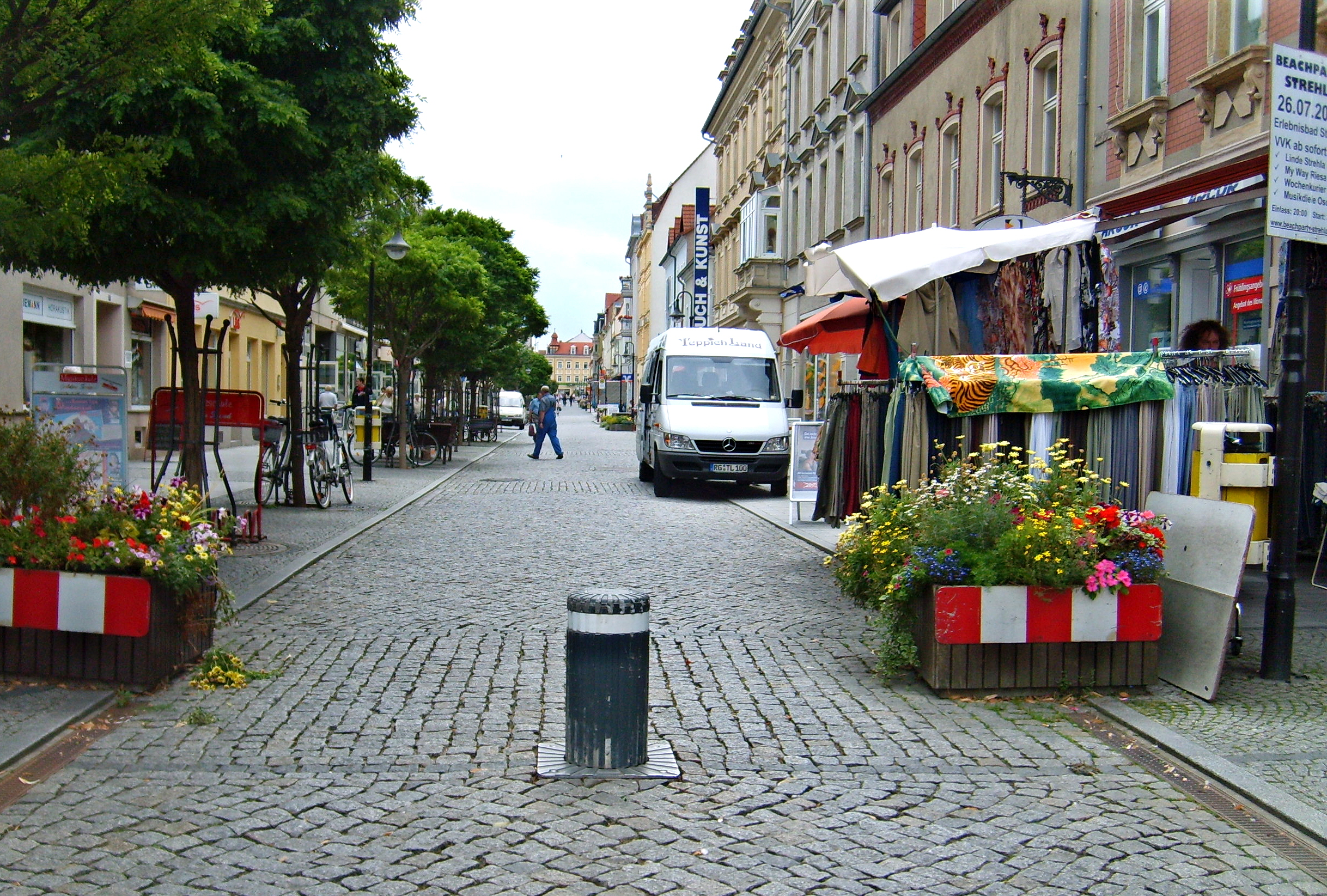
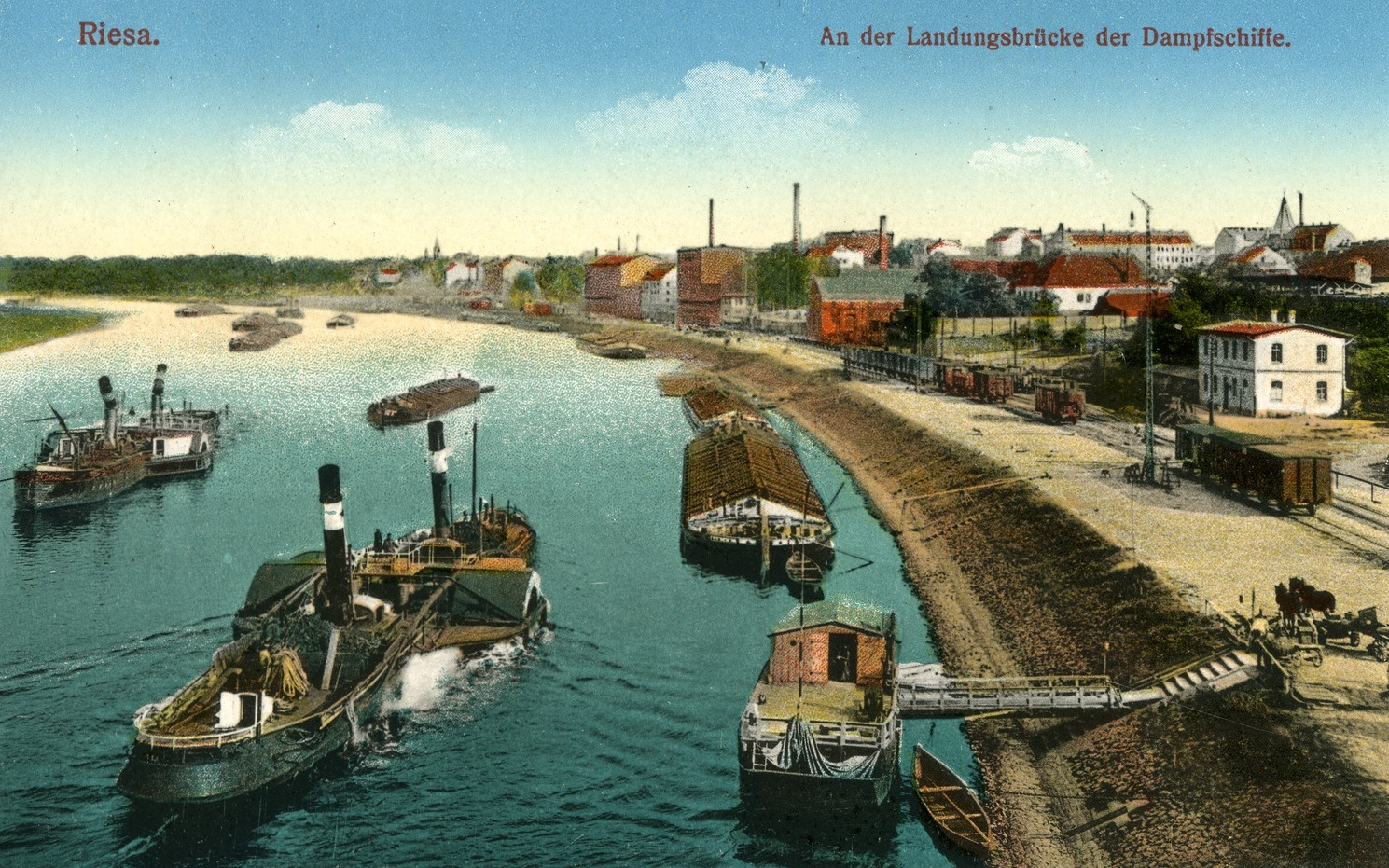
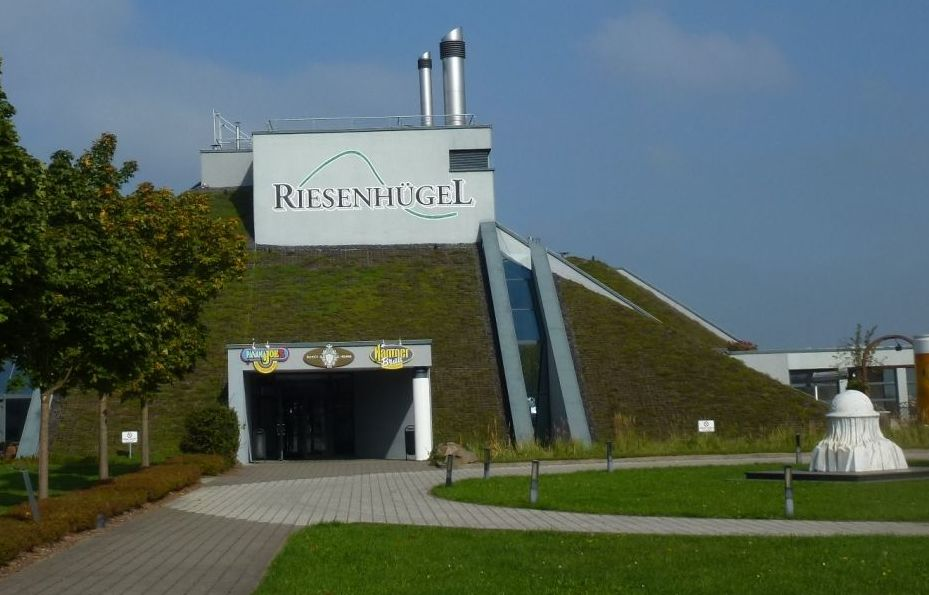
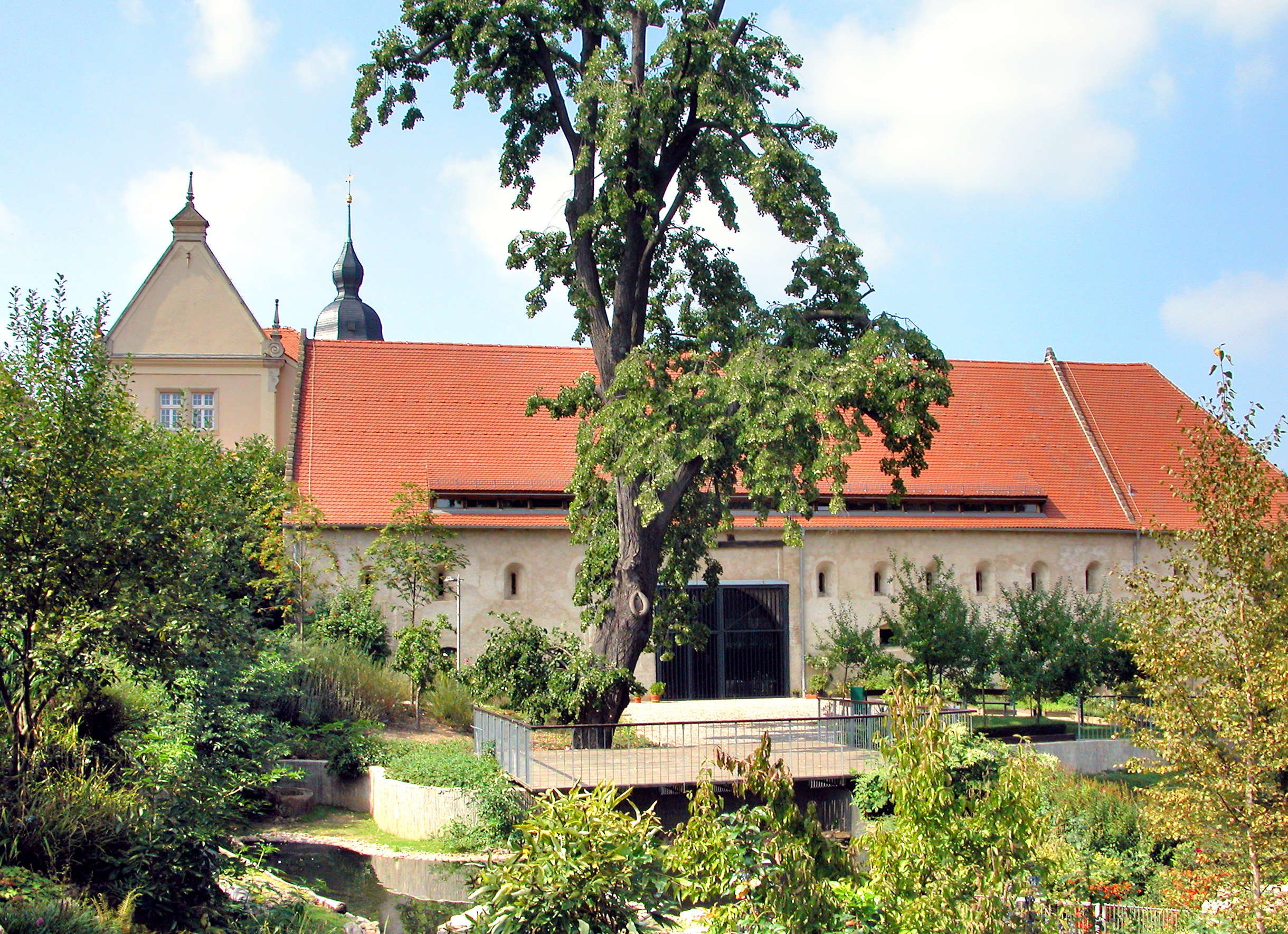
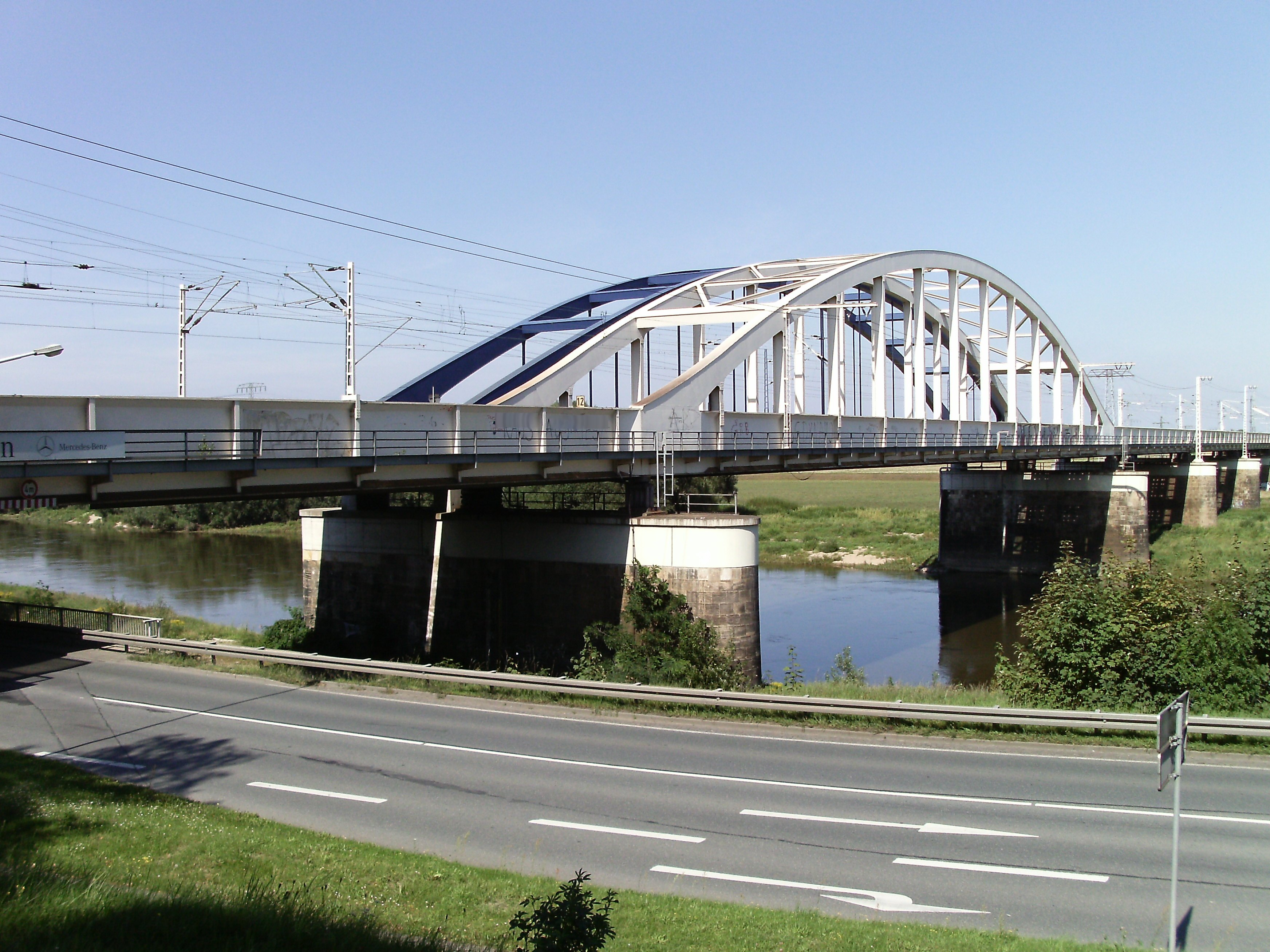

## Меморіал Еренгайн Цайтгайн
Приблизно у 10 км під містом, у роки Другий світової війни розташовувався табір для військовополонених Цайтгайн. За офіційними даними у ньому загинуло близько 25-30 тисяч радянських і понад 900 солдатів з інших країн. Основною причиною смерті стало недостатнє харчування та погані санітарні умови. Нині там розташований Меморіал Еренгайн Цайтгайн. У колишніх будівлях табору (документаційного будинку і табірного бараку) розташовується постійна виставка, присвячена історії табору.